# Giuseppe Gambogi
Giuseppe Gambogi (Pisa, 1862 – Firenze, 1938) è stato uno scultore italiano.

## Biografia
Di origini pisane, si trasferì a Firenze alla fine del XIX secolo. Qui, assieme ai figli Mario e Gastone, portò avanti per alcuni decenni un laboratorio di scultura, ubicato in Via Cimarosa, nel quartiere di San Jacopino. Il laboratorio, che aveva una vasta clientela anche dall'estero (come testimoniano sculture comparse sul mercato antiquario internazionale anche in tempi recenti), eseguì sculture in marmo, alabastro e bronzo, tra cui Salomè, Cleopatra, Allegoria della Musica, Donna con cagnolino, Amore, Corteggiamento.
Scultore seriale, artefice di gusto ondeggiante tra verismo umbertino e decorazione liberty, orientalismo e gusto sentimentale, la sua opera più riprodotta è L'incontro di Dante e Beatrice, placchetta in antimonio eseguita per l'editore Convalle di Firenze. Ricalcata sul celebre dipinto del 1883 del pittore inglese preraffaellita Henry Holiday,, fu commercializzata in numerose copie, una delle quali è anche conservata presso il Museo dantesco di Ravenna.
Tra le sue opere di invenzione si ricorda il busto della moglie Gemma Mugnai, collocato nel cimitero di Trespiano attorno al 1898.